# Caryospora arcayae
Caryospora arcayae – gatunek pasożytniczych pierwotniaków należący do rodziny Eimeriidae z podtypu Apicomplexa, które kiedyś były klasyfikowane jako protista. Występuje jako pasożyt drapieżnych ptaków. C. arcayae cechuje się tym iż oocysta zawiera 1 sporocystę. Z kolei każda sporocysta zawiera 8 sporozoitów.
Obecność tego pasożyta stwierdzono u myszołowa krzykliwego (Buteo magnirostris) i u myszołowa szerokoskrzydłego (Buteo platypterus) należących do rodziny jastrzębiowatych (Accipitridae).